# Union Socialiste Républicaine
La Unión Socialista Republicana (en francés, Union Socialiste Républicaine) fue un partido político francés de la Tercera República.

## Orígenes
Fue fundado el 3 de noviembre de 1935, como la culminación de un acuerdo de fusión entre tres pequeños partidos de centro-izquierda situados a la derecha del Partido Socialista (SFIO) y a la izquierda del Partido Radical-Socialista.
Su núcleo principal consiste en los dos partidos llamados 'republicanos socialistas ': el Parti Républicaine Socialiste (establecido en 1910) y el Parti Socialiste Français (escisión de ese último producida en 1928). Se trataba de tres docenas de diputados independientes, que habían rehusado de integrarse a ninguno de los dos grandes partidos de izquierda, SFIO o PRRS. Algunos fueron republicanos de izquierda burguesa, próximos al PRRS y a veces antiguos miembros de éste pero con matices socialdemócratas; otros fueron antiguos miembros del SFIO, socialista no-marxistas con tendencias radical-republicanas. Los partidos fueron herederos de la tradición de algunos de los grandes figuras de la izquierda republicana francesa, como los presidentes de gobierno Aristide Briand y Réné Viviani.
Su ala izquierda consiste en los llamados 'Neosocialistas' de Marcel Déat. Estos habían estado expulsados del gran partido marxista ortodoxa, el SFIO, en diciembre de 1933 por indisciplina, habiendo rompido con el partido para apoyar a gobiernos republicanos de izquierda burguesa. En un primer tiempo los disidentes se organizaron bajo la jefatura de la gran líder del socialismo reformista francés, Pierre Renaudel, en un partido socialista disidente, el Parti socialiste de France-Union Jean Jaurès. Después de la muerte de este último, el nuevo líder Déat inició negociaciones para unir a todos los republicanos socialdemócratas en un único partido estructurado, el USR.

## Historia
Por ende se consideraba al nuevo partido USR como agrupación de vínculo entre el SFIO y el PRRS, con cierto equidistancia entre los dos formaciones más grandes. Se le unieron también varios independientes de la izquierda republicana socialisante. 
Su secretario general fue Marcel Déat, mientras entre sus figuras más destacadas se encontraron los antiguos socialistas reformistas Joseph Paul-Boncour y Ludovic-Oscar Frossard, y los radicalizantes Anatole de Monzie y Maurice Violette. Tenía un órgano oficial, Le Front Socialiste Républicaine.
El partido fue partícipe de la creación del Frente Popular, pero las elecciones de 1936 fueron un fracaso para la facción neosocialista del partido -- Déat mismo perdió su escaño en la Cámara de Diputados -- y los éxitos electorales del partido se debió más bien a los republicanos socialistas tradicionales.
La USR participó a cada uno de los gobiernos franceses entre 1936 y 1940, y seis de sus miembros fueron ministros (Paul-Boncour, Frossard, de Monzie, Ramette, Ramadier, Patenotre et Pomaret), tan bien en los gobiernos frentepopulistas de Léon Blum y Camille Chautemps (de 1936 a 1938) como en los gobiernos republicanos centristas de Daladier y Reynaud (1938-40).
En mayo de 1939 la USR celebró su último congreso. El partido no fue restablecido después de la guerra.